# Silene uniflora subsp. uniflora
Silene uniflora subsp. uniflora é uma subespécie de planta com flor pertencente à família Caryophyllaceae. 
A autoridade científica da subespécie é Roth, tendo sido publicada em Ann. Bot. (Usteri) 10: 46 (1794).

## Portugal
Trata-se de uma subespécie presente no território português, nomeadamente em Portugal Continental e no Arquipélago da Madeira.
Em termos de naturalidade é nativa das duas regiões atrás indicadas.

## Protecção
Não se encontra protegida por legislação portuguesa ou da Comunidade Europeia.